# Weißagk

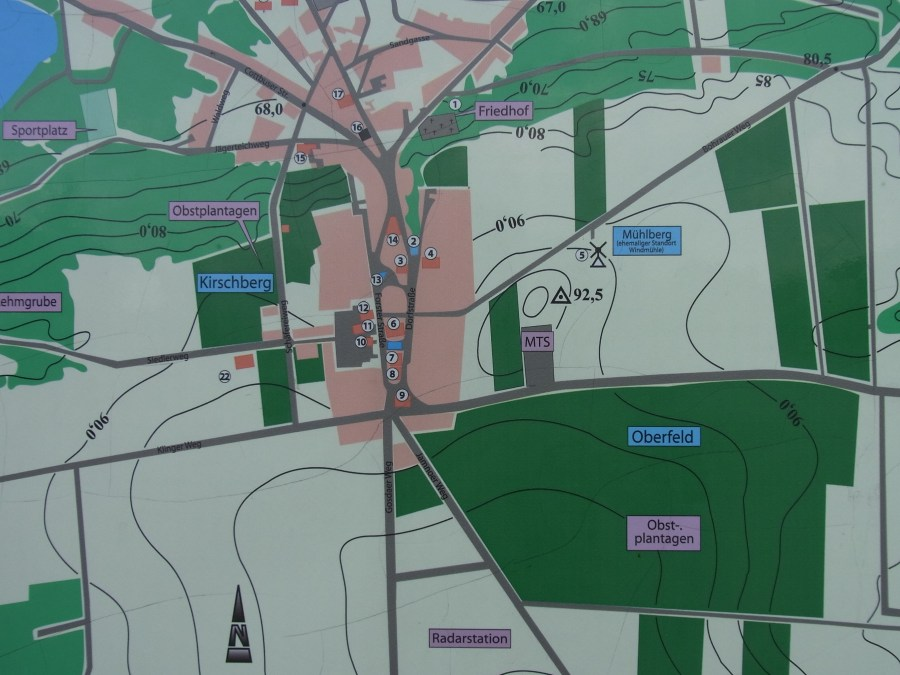
Lageplan von Weißagk vor dem Abriss

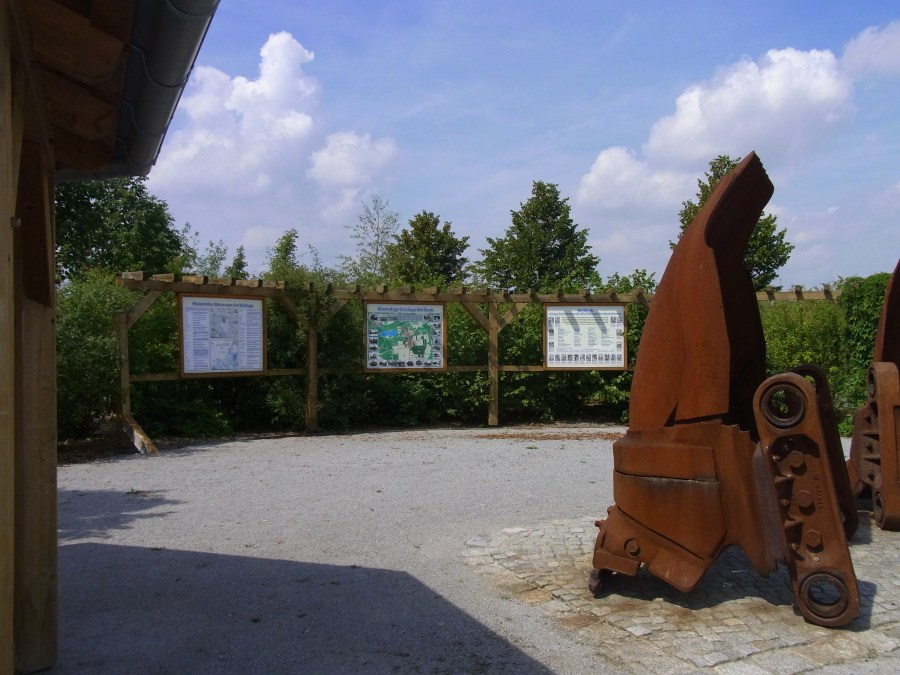
Heimatpark Weißagk 2011

Weißagk (niedersorbisch Wusoka) war ein Ort in der Lausitz. Das Angerdorf lag in einem Tal am Nordrand der Weißagker Platte, 7 km westnordwestlich von Forst. Es bestand aus den Ortsteilen Nieder- und Obergut.
Die Größe von Weißagk schwankte zwischen rund 503 (1875) und 698 (1946) Einwohnern. In den 1970er-Jahren hatte das Dorf 540 Einwohner. 1985 wurde Weißagk für den Tagebau Jänschwalde abgebaggert, nachdem die verbliebenen 321 Einwohner umgesiedelt worden waren.
Im Dezember 2005 wurde an der Straße von Mulknitz nach Gosda als Erinnerungsstätte der Heimatpark Weißagk eröffnet.

## Geschichte
Im Jahr 1344 wird das Dorf als Vasallendorf erstmals erwähnt. Der Name "Wyschok", abgeleitet vom sorbischen wusoko/wysoko für „hoch (gelegen)“, taucht 1389 auf. Der Ortsname veränderte sich über mehrere Stufen zu Weissagk (1504). Im Jahr 1937 wird Weissagk umbenannt in Weißagk. Von 1344 bis 1823 ist es ein Lehnsgut der Herren von Bomsdorff. 1830 wird die Leibeigenschaft in Weißagk abgeschafft. In der Zeit von 1856 bis 1945 waren die Gutsherren aus der Familie von Treskow.

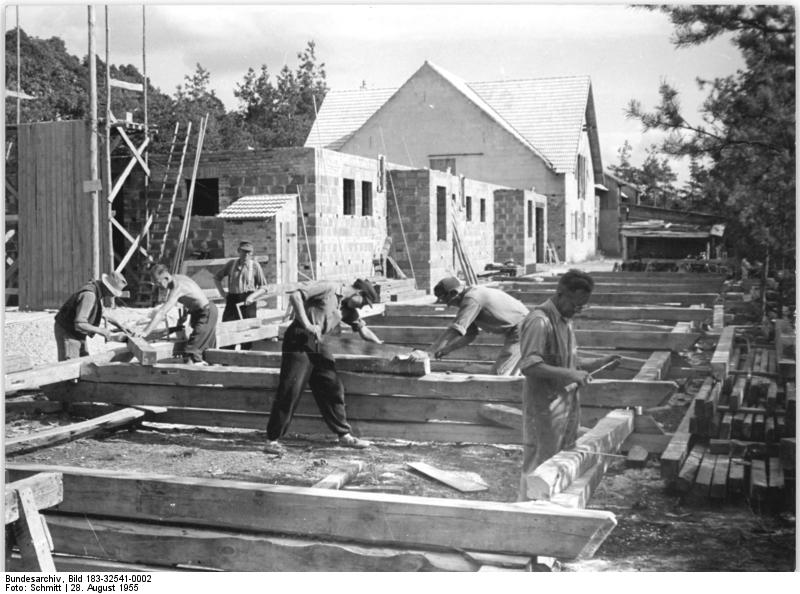
Ein Stall wird von der LPG gebaut. 1955

Im November 1945 wurden im Zuge der Bodenreform 593 ha Gutsland an landarme Bauern und Übersiedler aufgeteilt. Im Oktober 1946 wählten die Bürger des Ortes ihre erste Gemeindevertretung. Im April 1956 öffnete eine Saison-Kinderkrippe im Dorf und 1960 erfolgte der Bau einer Apotheke. Am 24. Dezember 1985 fand der letzte Gottesdienst in der Kirche zu Weißagk statt. Die Kirche wurde 1987 abgerissen. Am 1. Januar 1986 wurde Weißagk nach Forst eingemeindet.

### Bevölkerung und Sprache
Der Wissenschaftler Arnošt Muka zählte in den 1880er Jahren 632 Einwohner in Weißagk, davon waren rund 500 Sorben (79 %). Der Gottesdienst in sorbischer Sprache hatte jedoch bereits 1865 mit dem Tod von Pfarrer Bětkar aufgehört. In der Weißagker Schule war bereits seit 1827 nicht mehr sorbisch unterrichtet worden. Laut Ernst Tschernik gab es 1956 nur noch 20 Einwohner mit sorbischen Sprachkenntnissen in der Gemeinde Weißagk, das entsprach knapp 3 Prozent der Bevölkerung.